# Paravireia holdichi
Paravireia holdichi es una especie de crustáceo isópodo marino de la superfamilia Sphaeromatoidea.

## Distribución geográfica
Es endémica de las islas Canarias (España).